# جیمی جونز (بازیکن فوتبال)
جیمی جونز (انگلیسی: Jamie Jones؛ زادهٔ ۱۸ فوریهٔ ۱۹۸۹) بازیکن فوتبال اهل بریتانیا است.
از باشگاه‌هایی که در آن بازی کرده‌است می‌توان به باشگاه فوتبال ویگان اتلتیک، باشگاه فوتبال پرستون نورث اند، باشگاه فوتبال کولچستر یونایتد، باشگاه فوتبال کاونتری سیتی، باشگاه فوتبال لیتون اورینت، باشگاه فوتبال استیونج، باشگاه فوتبال روچدیل، و باشگاه فوتبال اورتون اشاره کرد.